# Jacques Léonard Laplanche
Jacques Léonard Goyre-Laplanche (Nevers (Nièvre), 8 de maig, 1755 - Salbris (Loir-et-Cher), 3 de novembre, 1817), va ser un membre del clergat i polític de la Revolució Francesa.

## Sota la Revolució
A l'inici de la Revolució, Jacques Léonard Laplanche era un monjo benedictí a Nevers. Va ser nomenat vicari general del bisbe constitucional de Nièvre. El setembre de 1792, Laplanche fou escollit diputat pel departament de Nièvre, el sisè de set, a la Convenció Nacional.
S'asseu als bancs dels Montagnards. Durant el judici de Lluís XVI, va votar a favor de «la mort el més aviat possible» i va rebutjar l'apel·lació al poble i la suspensió de l'execució. No va participar en la votació de l'acusació de Jean-Paul Marat l'abril de 1793. Va votar en contra del restabliment de la Comissió dels Dotze el mes següent.
Laplanche va ser enviat en missió als departaments de Loiret i Nièvre el març de 1793 al costat de Jean-Marie Collot d'Herbois, per tal d'accelerar l'impost de masses. Va informar de la seva missió als diputats a Vendémiaire any II (octubre de 1793) que van aprovar la seva conducta.
Durant la seva missió, es va casar amb Adélaïde, la filla del seu company de diputat pel Loiret, René-Louis Delagueulle de Coinces.
Va destacar pel seu radicalisme i el seu anticlericalisme, i va augmentar el nombre de detencions prometent patriotitzar i republicanizar Loiret, que és semi-aristocràtic i semi-federalista. El 21 de novembre va fer afusellar 800 presoners de la Vendée durant la massacre d'Avranches. El Comitè de Seguretat Pública el va tornar a enviar en missió als departaments d'Eure i Calvados. A Normandia, la seva acció també és violenta. Va informar de la seva missió declarant, el 13 de febrer de 1794, "A tot arreu he fet desaparèixer els sacerdots com tants cucs rosegadors i flagells de la societat". Va ser detingut després de ser denunciat per abús de poder el 1794, i va ser amnistiat després de la separació de la Convenció el 1795.

## Sota el Directori
Sota el Directori, no va buscar cap càrrec de diputat. Treballa com a advocat a Romorantin on és oblidat.
Sota la Restauració

La seva vida discreta li va permetre escapar de l'exili per regicidi a la tornada dels Borbons a França.